# Urophora variabilis
Urophora variabilis är en tvåvingeart som beskrevs av Friedrich Hermann Loew 1869. Urophora variabilis ingår i släktet Urophora och familjen borrflugor. Inga underarter finns listade i Catalogue of Life.